# 舊市政廳 (漢諾威)

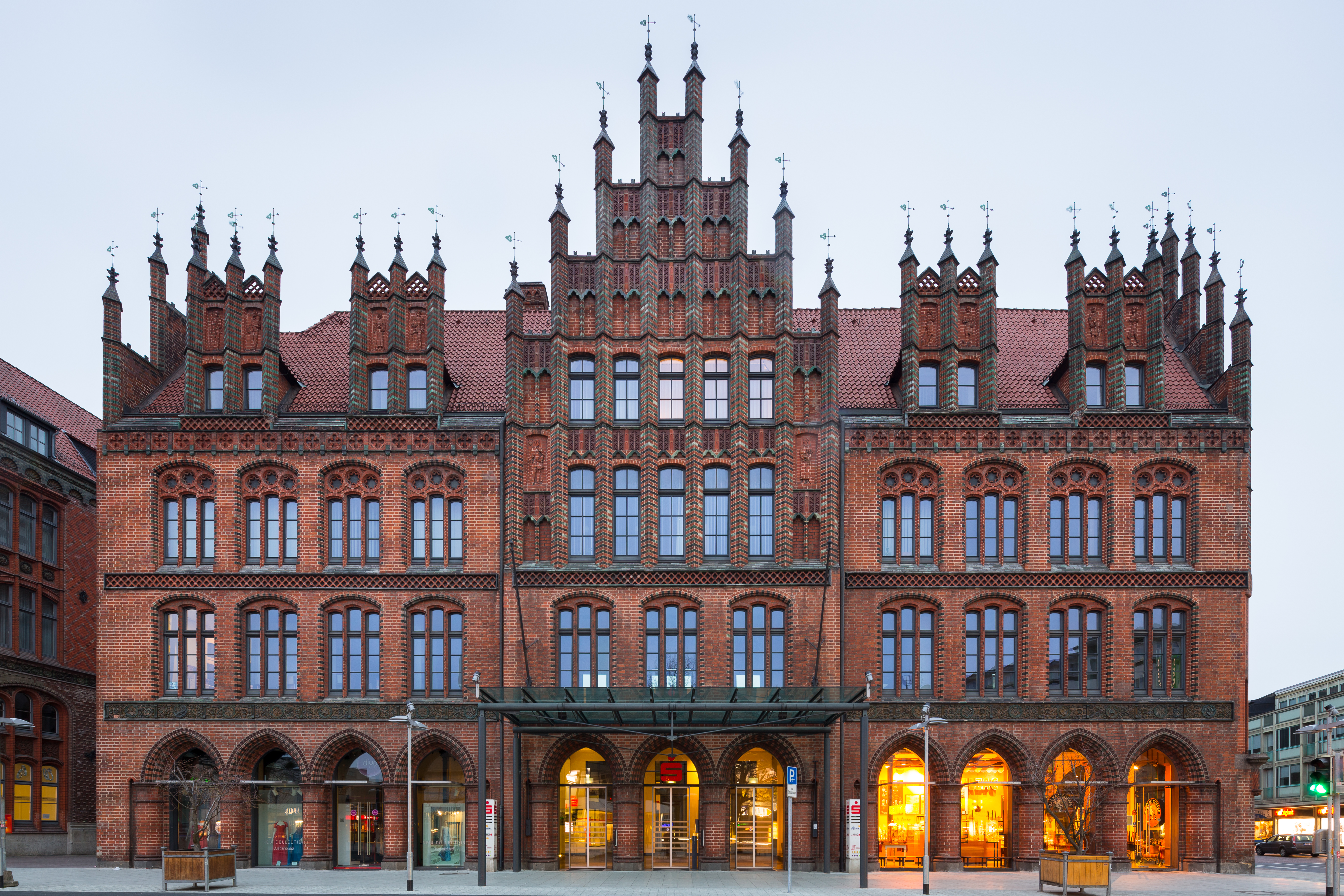
舊市政廳

舊市政廳（Altes Rathaus）是德國城市漢諾威的第一座市政廳。這座建築始建於1410年。第二次世界大戰期間，舊市政廳毀於大規模空襲。二戰之後該建築重建於1953年至1964年。舊市政廳也是漢諾威歷史最古老的世俗建築。